# Perlit

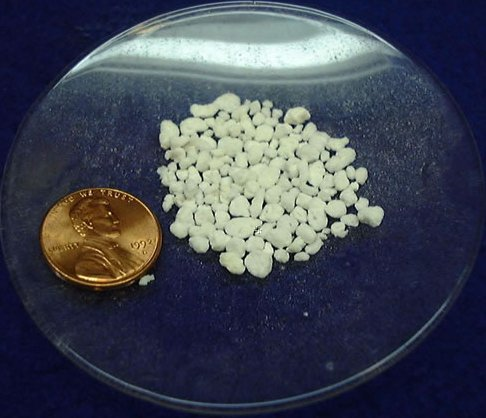
Expandovaný perlit

Perlit je amorfní vulkanické sklo s vysokým obsahem vody. V přírodě se běžně vyskytuje a mezi jeho zvláštní vlastnosti patří, že po dosažení určité teploty velmi výrazně zvětšuje svůj objem (expanduje).

## Vlastnosti a využití
Při dosažení teploty 850–900 °C perlit měkne (jako každé sklo) a vázaná voda se uvolňuje a působí rozpínání materiálu. Nárůst objemu je sedmi- až patnáctinásobný. Expandovaný materiál má bílou barvu způsobenou reflexivitou vzniklých bublinek.
Objemová hmotnost neexpandovaného („surového“) perlitu: přibližně 1 100 kg·m−3 (1,1 g·cm−3). Objemová hmotnost expandovaného perlitu: 30–150 kg·m−3
Pro svou nízkou hustotu a díky své nízké ceně našel perlit široké využití. Ve stavebnictví se přidává do lehkých omítek a malt, izolací, stropních tvárnic a filtrů.
V zahradnictví zajišťuje provzdušňování kompostu a díky svým retenčním vlastnostem je vhodným prostředím pro hydroponické a tropické rostliny, kaktusy či cykasy. Uměle vytvořený perlit je běžně v prodeji v zahradnictvích a drogeriích. Prodávaný perlit je nicméně velmi lehký, ze směsi může být vyplavován a proto je vhodnějším materiálem např. pemza.

## Typické složení perlitu
- 70–75 % oxid křemičitý: SiO2
- 12–15 % oxid hlinitý: Al2O3
- 3–4 % oxid sodný: Na2O
- 3–5 % oxid draselný: K2O
- 0,5–2 % oxid železitý: Fe2O3
- 0,2–0,7 % oxid hořečnatý: MgO
- 0,5–1,5 % oxid vápenatý: CaO
- 3–5 % chemicky vázané vody